# Atropus
Atropus is een monotypisch geslacht van straalvinnige vissen uit de familie van horsmakrelen (Carangidae).

## Soort
- Atropus atropos (Bloch & Schneider, 1801)